# 杜拉尼亞
杜拉尼亞是哥倫比亞的城鎮，位於該國東北部，由北桑坦德省負責管轄，距離首府庫庫塔47公里，始建於1890年4月1日，面積170平方公里，海拔高度971米，2005年人口4,181。

## 外部連結
- （西班牙文） Government of Norte de Santander - Duranía
- （西班牙文） Duranía official website

7°43′02″N 72°39′36″W / 7.71722°N 72.66°W